# Ascoli Satriano
Ascoli Satriano (lateinisch Asculum) ist eine italienische Stadt in Apulien. Sie gehört zur Provinz Foggia und hat 5774 Einwohner (Stand 31. Dezember 2023).

## Geographie
Ascoli Satriano liegt auf einem Hügel eines Ausläufers der Apenninen. Die Nachbargemeinden sind Candela, Castelluccio dei Sauri, Cerignola, Deliceto, Foggia, Lavello (PZ), Melfi (PZ), Ordona, Orta Nova und Stornarella.

## Geschichte
Ascoli ist besonders wegen einer Schlacht bekannt, in welcher der Molosser-König Pyrrhos I. im Jahr 279 v. Chr. seinen sprichwörtlichen Pyrrhussieg errungen hat (Schlacht bei Asculum). Zu diesem Zeitpunkt war es bereits seit mehreren Jahrhunderten ein Zentrum der daunischen Kultur. Neben Wohnhäusern, einem Tempelbezirk und Grabarealen aus daunischer Zeit (9./8. bis 3./2. Jahrhundert v. Chr.) sind auch archäologische Befunde aus römischer Zeit bekannt, darunter ein Aquädukt, ein mosaikverziertes Wohnhaus und weitere Grabanlagen. Aus der Spätantike stammt die sehr große und reich ausgestattete Villa di Faragola. Im 9. Jahrhundert n. Chr. wurde die Stadt von den Sarazenen belagert und erobert.

## Sehenswürdigkeiten
In Ascoli Satriano gibt es einen Archäologischen Park, den Parco Archeologico dei Dauni „Pasquale Rosario“ und umfangreiche private Sammlungen daunischer Stelen. Die Kathedrale des Ortes ist der Natività della Beata Vergine Maria geweiht und geht auf das 13. Jahrhundert zurück. Seit 2003 existiert am Rand der Stadt das Museo Diocesano von Ascoli Satriano, das eine archäologische und eine kirchen- und kunstgeschichtliche Abteilung umfasst und das seit 2007 Teil des örtlichen Museumszentrums ist.

## Söhne und Töchter der Stadt
- Michele Placido (* 1946), Schauspieler, Regisseur und Drehbuchautor
- Gerardo Amato (* 1952), Schauspieler